# マキノ・プロダクション

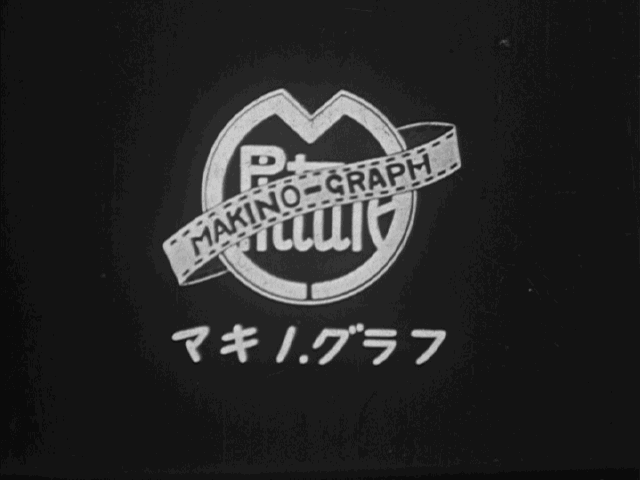
同社が発売した家庭用ディフュージョン版9.5mmフィルムのブランド「マキノグラフ」のマーク。

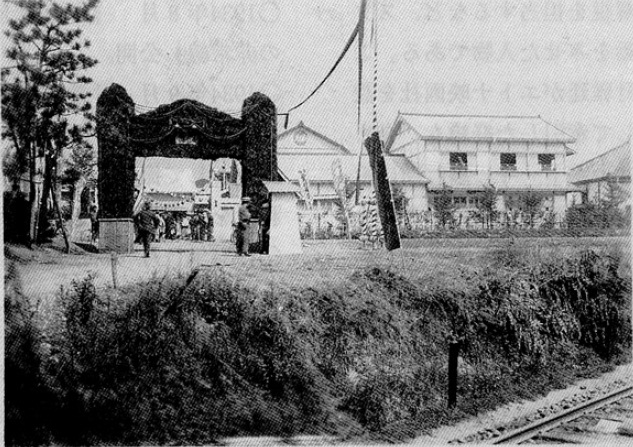
マキノ・プロダクションの象徴、花園天授ヶ丘の御室撮影所。1928年（昭和3年）の写真。

マキノ・プロダクション（1925年6月 設立 - 1931年5月 改組 / 同年10月 新社解散）は、かつて京都に存在した映画会社である。製作拠点は御室撮影所（おむろさつえいじょ）。サイレント映画の時代に牧野省三が設立、直木三十五、衣笠貞之助、伊藤大輔、そして阪東妻三郎や勝見庸太郎など外部の独立プロダクションの若手とも提携し、数々の傑作を生み出した。最末期にはトーキーの研究にとりくんで先駆的トーキー作品を発表、これが牧野没後のマキノトーキー製作所へとバトンをつないでいく。

## 沿革
- 1925年6月 - 牧野省三、マキノ・プロダクション設立、京都・天授ヶ丘に御室撮影所を開所[1]
- 1927年1月 - 『忠魂義烈 実録忠臣蔵』（監督牧野省三）製作開始[1]
  - 同年5月 - 中部撮影所完成[1][3]
- 1928年3月 - 『忠魂義烈 実録忠臣蔵』編集中に失火、本宅とネガフィルム焼失[1]、14日同作公開[4]
  - 同年5月 - 中部撮影所撤退[3]
  - 同年11月 - トーキー研究に着手[1]
- 1929年7月5日 - 先駆的国産ディスク式トーキー『戻橋』（監督マキノ正博）公開[1][5]
  - 同年7月25日 - 牧野省三死去、同年9月新体制発表[1]
  - 同年12月 - ダグラス・フェアバンクスとメアリー・ピックフォード夫妻、撮影所訪問[1]
- 1930年11月 - 企画部設置[1]
  - 同年12月 - 賃金未払発生、争議状態に[1]
- 1931年1月 - 製作再開[2]
  - 同年5月 - 新マキノ映画株式会社に改組[1][2]
  - 同年10月 - 製作再開できないまま解散[1][2]

## 前史
1924年（大正13年）8月、「等持院撮影所」を持つ牧野省三のマキノ映画製作所は、配給網をもつ東亜キネマに吸収合併され、牧野省三は東亜キネマの「甲陽撮影所」「等持院撮影所」両所長に就任した。東亜キネマと合併したマキノは、呂九平・阪妻の黄金コンビを軸として、監督に沼田紅緑、金森万象、後藤秋声（岱山）、日活の女形から転じた衣笠貞之助、国活の撮影技師だった仁科熊彦、大活の残党二川文太郎、井上金太郎らを擁し、脚本部には志波西果を筆頭に悪麗之助（陸大蔵）、西条照太郎など錚々たる才能を集めた。この間にデビューしたスターは鳥人・高木新平、門田東鬼蔵（月形龍之介）、太田黒黄吉（團徳麿）、明石潮、現代劇では中根竜太郎、岡田時彦が在籍。女優では森静子、マキノ省三の娘マキノ輝子、生野初子、泉春子、環歌子などがいた。東亜キネマ等持院撮影所では、マキノ映画製作所時代から引き続いて、脚本家・寿々喜多呂九平、監督・二川文太郎による、看板スター阪東妻三郎の剣戟映画が人気を博した。
1925年（大正14年）1月、従業員の出身母体による派閥があり「東亜派」と「マキノ派」の対立を収めるため、「東亜キネマ等持院撮影所」の名称を「東亜マキノ等持院撮影所」と改称、所長代理に「東亜キネマ甲陽撮影所」の監督で当時31歳の山根幹人が就任した。山根は東京の映画プロデューサー高松豊次郎の娘・雪の夫であり、高松の「活動写真資料研究会」の映画監督、同研究会の吾嬬撮影所長だった人物である。牧野省三は、小説家の直木三十五が奈良に設立した「聯合映画芸術家協会」に協力、「東亜マキノ等持院撮影所」で同協会の第1作『月形半平太』を撮影した。同月15日、マキノ省三は浅草根岸興行部の根岸寛一の斡旋で新国劇の澤田正二郎主演による『国定忠治』を公開、一カ月のロングランという空前のヒットを飛ばす。同年3月、「東亜マキノ等持院撮影所」が失火によりグラス・ステージ1棟が焼失、これによって10万円（当時）の大損失を受ける。
同年4月、マキノ省三は『国定忠治』の成功をきっかけに、直木三十三（のちの直木三十五）の企画による菊池寛原作の『恩讐の彼方に』を澤正主演で撮り、直木、立花寛一（のちの根岸寛一）らと聯合映画芸術家協会を設立。牧野省三は同協会をバックアップし、設立第1作として三たび新国劇総出演による『月形半平太』（監督衣笠貞之助）を製作する際に、等持院撮影所を提供した。この年岡島艶子が入社。従業員間の「東亜派」と「マキノ派」の対立に加えて、東亜キネマ幹部と牧野省三との関係も険悪化する。

## 概要

### 独立プロダクションとの提携
同年6月、牧野省三は東亜キネマを退社した。当時46歳の牧野が京都の御室天授ヶ丘に設立したのが、この「マキノ・プロダクション」である。牧野が建てた「マキノ・プロダクション御室撮影所」を開所し、「等持院撮影所」は東亜キネマに明け渡した。同年7月、阪東妻三郎はこの機に東亜キネマを退社・独立した
二川文太郎、寿々喜多呂九平、山上伊太郎ら、等持院撮影所の「マキノ派」従業員は、その多くが同社の設立に参加した。マキノ派が去った後、等持院撮影所長には東亜の親会社・八千代生命の宣伝部長である小笹正人が就任した。等持院撮影所長代理の山根もマキノに合流し、東京ではこの動きに呼応して、高松が「タカマツ・アズマプロダクション」を設立、吾嬬撮影所を再稼働、これを「マキノ・プロダクション東京撮影所」とし、「マキノ東京派」を構成した。
直木三十五の聯合芸術協会はマキノを通じて劇界の巨星を続々銀幕に登場させ、映画界に一大波紋を投じた。『ノンキナトウサン・花見の巻』（畑中蓼坡監督）では喜劇の最高峰曽我廼家五九郎一座、『日輪』（衣笠貞之助監督）では市川猿之助と春秋座一棟を梨園から抜いてセンセーショナルな話題を呼んだ。一方で第二新国劇の若手を起用、原健作（原健策）、室町二郎（大河内傳次郎）を『弥陀ヶ原の殺陣』（衣笠貞之助監督）でデビューさせた。
阪東妻三郎は牧野省三のバックアップを受け、阪東妻三郎プロダクション（阪妻プロ）を設立、牧野省三は、阪妻プロと提携関係を結び、牧野総指揮のもと第1作として、マキノ所属の二川文太郎・寿々喜多呂九平コンビによる『雄呂血』を奈良の中川紫朗のスタジオ（中川映画製作所）で製作、しかしながら、阪東妻三郎と東亜キネマの契約が残っており公開ができないまま、続いて阪妻プロ第2作『異人娘と武士』（監督・脚本井上金太郎）を高松の経営する東京の吾嬬撮影所で製作、いずれもマキノ・プロダクションが配給し、『異人娘と武士』を同年9月25日、『雄呂血』を同年11月20日、いずれも高松の経営する浅草公園六区の大東京を皮切りに全国公開を行った。
同年、大阪青年歌舞伎から市川右一が加入、市川右太衛門と名を改め、同年12月25日に公開された『黒髪地獄 前後篇』（監督沼田紅緑）に主演して映画界にデビュー、以降、マキノプロダクションは、右太衛門主演の映画を連打する。阪妻プロ第3作『魔保露志』（監督志波西果）は同年12月31日に公開され、マキノの大正15年正月映画となった。
1926年（大正15年）1月、3年前のマキノ映画製作所ボイコットと同様の独立プロダクション排斥運動をメジャー4社が行なうが、マキノはこれを打破した。旧劇（時代劇）、新劇（現代劇）ともに増強、時代劇には欠かせなかった「立ち回り」を排除した作品も製作、新しい映画づくりに挑戦した。しかしこの直後、阪妻プロが松竹キネマと契約を結び、マキノから離れて、第4作を発表した。

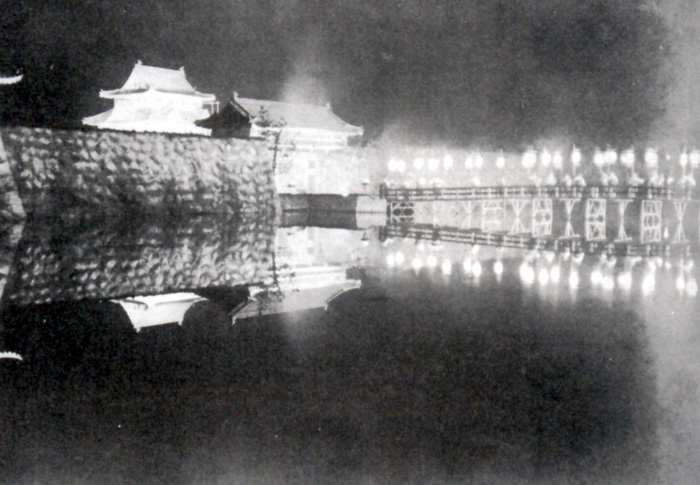
『忠魂義烈 実録忠臣蔵』（1928年）のため、名古屋の中部撮影所に建てられた赤穂城のオープンセット。現在の道徳公園の池に延長して堀のセットが造成された。

同年、脚本家の山上伊太郎が原作を書いた『闇乃森』（監督橋本佐一呂、脚本マキノ省三）、山上オリジナルシナリオによる『女怪』（監督金森万象）を世に問い、後者によって鈴木澄子がスターとなり、満18歳のマキノ正博が富沢進郎との共同名義で初めて監督した『青い眼の人形』で、監督として自立した。
同年初めごろに松竹蒲田撮影所を退社した勝見庸太郎が、マキノの監督に昇進していた実弟の勝見正義の勧めにより勝見庸太郎プロダクション（勝見プロ）を設立、マキノ・プロダクションはこれと提携し、同年11月14日、勝見プロ第1作『恋の丸橋』（監督勝見黙笑）を配給して公開した。
1927年（昭和2年）1月、牧野省三は超大作『忠魂義烈 実録忠臣蔵』の製作を開始する。同年5月、名古屋（現在の南区道徳新町・道徳公園内）に「マキノ・プロダクション中部撮影所」を開所、牧野省三の長男で子役出身の映画監督のマキノ正博が、わずか18歳で同撮影所長に就任した。牧野省三は同撮影所に『忠魂義烈 実録忠臣蔵』の「松の廊下」のセットを建て、撮影にとりかかる。

### 四剣豪とその独立
マキノ・プロダクション設立2周年を迎える同年2月には、市川右太衛門が同社を退社、同年4月には市川右太衛門プロダクションを設立、東亜キネマと配給提携し、第1作『侠骨漢 笑ふな金平 前篇』（監督押本七之助）を同年4月29日に公開している。
その2か月後の同年4月、大阪・明治座の名題だった片岡千栄蔵を直木三十五がスカウト、千栄蔵は1923年（大正12年）に小笠原プロダクションが製作した現代劇『三色すみれ Love in Idleness』（監督小笠原明峯）に主演、「植木進」の芸名ですでに映画界デビューを果たしていたが、マキノで名を片岡千恵蔵と改め、同年5月6日に公開された『万花地獄 第一篇』（監督中島宝三）に主演、同社のスター役者となる。千恵蔵に1日遅れて、同門の女形、嵐和歌大夫がマキノ省三の誘いで月給800円（当時）の高待遇で入社、名を「嵐長三郎」（のちの嵐寛寿郎）と改め、同年4月29日に公開された『鞍馬天狗異聞 角兵衛獅子』（監督曾根純三）に主演して映画界にデビュー、「鞍馬天狗」役で一躍人気スターとなる。阪東妻三郎、市川右太衛門が去ったのちも、片岡千恵蔵、嵐長三郎の若手が月形龍之介とともに、それぞれ独自の立ち回りを工夫して、マキノ剣戟黄金期を支えた。
同年5月13日には、「不世出の脚本家」と呼ばれた山上伊太郎が月形龍之介のために書き下ろした『悪魔の星の下に』（二川文太郎監督）を製作・公開する。これがいわゆる「悪魔派」映画の大流行を呼び、以降、殺陣に残酷・怪奇趣味が加わった。
1928年（昭和3年）3月、『忠魂義烈 実録忠臣蔵』のフィルムが同作の編集中に失火、牧野の本宅と大量のネガ・フィルムが焼失し、失意のどん底に墜ちたマキノ省三は病床に就く。

そんななか、同年5月、片岡千恵蔵が独立、嵐長三郎も名をマキノに返して「嵐寛壽郎」を名乗って独立、マキノ映画は相次いで看板スターを失うこととなる。さらに山口俊雄、中根龍太郎、市川小文治、山本礼三郎もこれに続いて脱退、全員が独立プロを興しているが、どれも3-4ヶ月で消滅し、存続できたのは片岡千恵蔵の千恵プロと嵐寛壽郎の寛プロの二つだけだった。

### マキノ青春トリオ

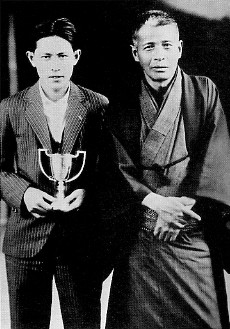
『浪人街 第一話 美しき獲物』（1928年）で第5回キネマ旬報ベスト・テン日本映画ベスト・ワン受賞時のマキノ正博（左、当時満20歳）、牧野省三（右、当時満50歳）。

このなか、いわゆる「マキノ青春トリオ」と呼ばれたマキノ正博（当時20歳）、山上伊太郎（当時23歳）、三木稔（のちの三木滋人、当時25歳）の若いスタッフが、『蹴合鶏』、『浪人街 第一話 美しき獲物』、『崇禅寺馬場』と立て続けに傑作を連作、この3本は同年の『キネマ旬報』誌のベスト・テン上位を独占する快挙となった。
同年11月、マキノ省三はトーキーの研究を開始。前年、ハリウッドで世界初のトーキー映画『ジャズ・シンガー』（1927年）が全米公開されたのを見てのことだった。1929年（昭和4年）7月5日、先駆的な国産ディスク式トーキーである『戻橋』（監督マキノ正博）が公開される。そのわずか2週間後の同年7月25日、牧野省三が50歳で死去、御室撮影所で盛大な社葬が行われた。

### 牧野省三没後の体制
同年9月、牧野没後50日を迎え、「マキノ･プロダクション」の新体制を発表した（以下抜粋、一部追記）。
- 顧問 : 横田永之助[21]、内貴清兵衛[21]、中安信三郎[21]
- 相談役 : 飯田信三郎[21]、竹本武夫[21]
- 撮影所顧問 : 笹井三左衛門[21]
- 撮影所長・社内顧問 : 小笹正人
- 撮影部長・社主 : マキノ正博
- 取締役総務部長 : 水田重吉
- 総務部長 : マキノ満男 / 総務次長 : 長橋達夫
- 営業所長 : 高山元二郎[21]
- 営業部長 : 野村新[21] / 営業次長 : 松尾博司[21]
- 法律顧問 : 鈴木福三[21]
- 脚本部長・教育映画部長 : 松浦晋
- 大道具部長・辻定吉
- 会計主任 : 中村粂次郎
- 編成主任 : 青木優
- 写真部主任 : 松浦康雄
- 字幕部主任 : 岡本一鳳
- 現像主任 : 丹羽重夫
- 整理主任 : 橋本左一呂
- 舞台部主任兼小道具 : 松村清次郎
- 監督 : マキノ正博、金森万象、二川文太郎、吉野次郎、坂田重利、勝見正義、押本七之輔、川浪良太、人見吉之助、中島寶、松田定次、稲葉蛟児、三上良二、瀧澤憲
- 撮影技師 : 松浦茂、石野誠三、三木稔、大塚周一、田邊憲次、大森伊八、木村角山、野村金吾、吉田俊作、若宮廣三、奈子九一郎
- 脚本部 : 山上伊太郎、瀬川與志
- 俳優部男優 : 嵐冠三郎、荒木忍、南光明、根岸東一郎、谷崎十郎、阪東三右衛門、市川米十郎、東郷久義、市川幡谷、實川芦雁、桂武男、市川新蔵、津村博、澤田敬之助、河津清三郎、小金井勝、秋田伸一、嵐藝太郎、五味國男、川田弘三、児島武彦、荒尾静一、尾上松緑、金子新、マキノ潔、マキノ登六（殺陣師兼任）、若松文男、柳妻麗三郎、中村東之助、新見映郎、都賀清司、大谷鬼若、東條猛、市原義夫、川島清、宇治里豊、守本專一、星英府、マキノ正美、マキノ久夫、岡村義男、都賀一司
- 俳優部女優 : マキノ智子、松浦築枝、岡島艶子、大林梅子、桜木梅子、生野初子、河上君栄、三保松子、泉清子、浦路輝子、都賀静子、三島洋子、北岡よし江、住乃江田鶴子、月原小雪、水谷蘭子、清岡歳子、別所ます江、相生松子
- 宣伝部主任 : 都村健
- 宣伝補助 : 伊藤重弘

同年3月に東亜キネマを退社した元等持院撮影所長の小笹を撮影所長に迎え、当時21歳のマキノ正博が撮影部長に、19歳のマキノ満男が総務部長にそれぞれ就任した。
同年末には、アメリカから、牧野省三が「ミカド商会」を興したのと同じ1919年（大正8年）にユナイテッド・アーティスツ社を設立した俳優のダグラス・フェアバンクスとメアリー・ピックフォードの夫妻が同社の「御室撮影所」を訪問した。

### ストライキと終焉
1930年（昭和5年）12月、賃金未払いが発生、従業員はストライキを起こした。19日夜から、女優達は京極太平洋のカフェーに進出。長男のマキノ正博は従業員側につき、争議委員長としてマキノ本家（同社代表取締役の母・牧野知世子、弟・マキノ満男）との交渉の先頭に立った。このとき争議委員長は代表取締役に殴られる。
翌1931年（昭和6年）1月30日、マキノキネマ関東配給所代表の阪間好之助（阪間商事社長）の調停で争議終結、同社の製作権・配給権を従業員側に譲渡、製作再開する。1月は6本、2月は旧作の再編集作品『マキノ大行進』を含めた6本、3月は10本を製作・配給したが、ふたたび賃金未払いが起こり、争議は悪化する。4月には4本を製作するに留まる。同年4月24日に公開した金森万象監督の『京小唄柳さくら』が、同社の最終作品となった。
同年6月2日、「新マキノ映画株式会社」を設立するが、御室撮影所の製作業務は再開されず、俳優の退社がつづく。水道、電気不払いにより争議再燃。マキノ雅弘社長は辞表を提出して行方不明となる。同年8月、マキノ智子・沢村国太郎夫妻らが退社、9月には監督の滝沢英輔（瀧澤憲）、並木鏡太郎監督が退社、ともに東活映画社へ移籍する。同年10月、「新マキノ映画株式会社」は解散、高村正次が直木三十五の協力を得て「大衆文芸映画社」を設立する。翌1932年（昭和7年）御室撮影所焼失。
当時23歳のマキノ正博が、マキノ・プロダクションおよび牧野省三の遺した37万円（当時）という巨額の負債をひとりで背負うこととなった。

## 撮影所
- 御室撮影所（おむろさつえいじょ、1925年6月 - 1931年10月）
  - 所在地 : 京都府葛野郡花園村天授ヶ丘[1][2]
    - 現在の同府京都市右京区花園天授ケ岡町 （現状は住宅街）
    - 北緯35度1分40.79秒 東経135度43分6.82秒 / 北緯35.0279972度 東経135.7185611度

  - 所長 : 牧野省三（初代）、小笹正人（二代目）
- 東京撮影所（とうきょうさつえいじょ、1925年）
  - 所在地 : 東京府南葛飾郡吾嬬町
    - 現在の東京都墨田区京島3丁目62番19号[26] （現状は住宅街）
    - 北緯35度42分43.84秒 東経139度49分25.65秒 / 北緯35.7121778度 東経139.8237917度

  - 高松豊次郎のタカマツ・アズマプロダクション吾嬬撮影所を作品ごとにレンタル使用
- 奈良撮影所（ならさつえいじょ、1925年）
  - 所在地 : 奈良県奈良市押上町39番地
    - 現住所同じ（現状は住宅街）
    - 北緯34度41分19.10秒 東経135度50分3.37秒 / 北緯34.6886389度 東経135.8342694度

  - 中川紫朗の中川映画製作所を作品ごとにレンタル使用
- 中部撮影所（ちゅうぶさつえいじょ、1927年5月 - 1928年5月）
  - 所在地 : 愛知県名古屋市南区道徳新町[3]
    - 現在の道徳新町5丁目域 （現状は道徳公園一部・名古屋市立大江中学校・名古屋市立道徳小学校）
    - 北緯35度06分14.96秒 東経136度54分26.54秒 / 北緯35.1041556度 東経136.9073722度

  - 所長 : マキノ正博

## 配給
いずれも1930年（昭和5年）時点での情報である。
- 本部 : マキノキネマ営業所（マキノキネマえいぎょうしょ）
  - 所在地 : 京都府京都市上京区御前通今出川馬喰町
    - 北緯35度1分40.05秒 東経135度44分8.95秒 / 北緯35.0277917度 東経135.7358194度

  - 代表マキノ正博、支配人マキノ満男、営業部長古林貞二（御室撮影所総務[28]）、宣伝部長都村健
- マキノキネマ関東配給所（マキノキネマかんとうはいきゅうしょ）
  - 所在地 : 東京府東京市日本橋区江戸橋1丁目 福壽ビル（のちの明治生命日本橋別館）
    - 現在の東京都中央区日本橋1丁目14番地 明治安田生命江戸橋ビル
    - 北緯35度40分54.41秒 東経139度46分34.16秒 / 北緯35.6817806度 東経139.7761556度

  - 代表阪間好之助（阪間商事社長）、支配人福田榮三郎、営業部長阪間昌雄
- マキノキネマ中部配給所（マキノキネマちゅうぶはいきゅうしょ）
  - 所在地 : 愛知県名古屋市中区門前町5番地38号
    - 現在の門前町域 （現状は商店）

  - 代表竹本武夫（竹本商店）、支配人竹本辰夫、営業部長三木己多治
- マキノキネマ東北配給所（マキノキネマとうほくはいきゅうしょ）
  - 所在地 : 宮城県仙台市国分町4番地18号
    - 現在の同県同市青葉区国分町域

  - 代表蔵田整治、支配人竹内辰雄、営業部長田中七五男、宣伝部長玉川正四郎
- マキノキネマ北海道配給所（マキノキネマほっかいどうはいきゅうしょ）
  - 所在地 : 北海道札幌市南9条西6丁目
    - 現在の北海道札幌市中央区南9条西6丁目
    - 北緯43度2分52.76秒 東経141度21分3.11秒 / 北緯43.0479889度 東経141.3508639度

  - 支配人佐藤源八郎、営業部長鍋田源七
- マキノキネマ朝鮮配給所（マキノキネマちょうせんはいきゅうしょ）
  - 所在地 : 朝鮮釜山府南浜町2丁目14番地
    - 現在の大韓民国釜山広域市中区南浦洞2街14[29]
    - 北緯35度5分55.59秒 東経129度1分54.62秒 / 北緯35.0987750度 東経129.0318389度

  - 支配人桜庭幹夫（桜庭商会代表[30]）、営業部長宮田純一、宣伝部長本郷泰親
- マキノキネマ大連出張所（マキノキネマだいれんしゅっちょうしょ）
  - 所在地 : 関東州大連市常盤町2番地
    - 現在の中華人民共和国遼寧省大連市中山区

  - 代表小泉友男（寶館経営[31]）、支配人福島彰、営業部長小坂史彦、宣伝部長小泉寛
- マキノキネマ九州支社（マキノキネマきゅうしゅうししゃ）
  - 所在地 : 福岡県福岡市博多博多駅前
    - 現在の同県同市博多区博多駅前域

  - 支配人佐久間哲郎

## 専属俳優
1925年（大正14年）6月にマキノ・プロダクション撮影所の創設から東京・中部撮影所の新設、独立プロダクションの乱立、マキノ省三逝去後の新体制・改組などを経て、1931年（昭和6年）10月に解散するまでの時期に所属していた俳優の一覧である（50音順）。

### 男優
秋田伸一、荒尾靜一、荒木忍、嵐冠三郎、嵐藝太郎、嵐德太郎、飯田英二、泉健、市川新藏、市川幡谷、市川米十郎、市原義夫、宇治里豐、大谷鬼若、大貫憲、岡村義夫、尾上松綠、桂武男、加藤弘郎、金子新、川島淸、川田弘三、河津淸三郎、小金井勝、兒島武彦、五味國男、澤田敬之助、澤村國太郎、實川蘆雁、孫孝雄、谷崎十郎、都賀一司、都賀靜司、津村博、寺井幾夫、東郷久義、東條猛、中根龍太郎、中村東之助、新見映郎、根岸東一郎、早間專之助、速見稔、阪東三右衞門、土方草三郎、星英府、マキノ潔、マキノ登六、マキノ久夫、マキノ正美、正宗新九郎、南光明、武者小路五郎、室町榮次郎、守本專一、柳妻麗三郎、山口多賀志、横澤四郎、横田康、賴憲二郎、若松文男

### 女優
相生松子、淺間昇子、生野初子、泉淸子、市川鶴龜、浦路輝子、大林梅子、岡島艶子、河上君榮、北岡よし江、淸岡歳子、桐生梅子、櫻木梅子、佐々木綾子、澤小百合、幣原禮子、壽々川滿智子、砂田駒子、住之江田鶴子、月原小雪、都賀靜子、西京子、早川麗子、林喜美枝、別所ます江、マキノ智子、松浦築枝、松葉扶美子、三島洋子、水谷蘭子、三保松子、三好絹江、毛利安子

## 雑誌
- 『マキノ』 CINEMA MAGAZIN MAKINO

他の撮影所と同様に宣伝部が月刊発行したファン雑誌で、撮影所を特集し男女スターを祭り上げた。1925年（大正14年）創刊。